# Трусиха (река)
Трусиха (Трусовка) (чув. Хӑравҫӑ) — малая река в Чебоксарах. Течёт по территории Ленинского района. Впадает в Чебоксарский залив Чебоксарского водохранилища.
До сооружения Чебоксарского залива являлась притоком речки Чебоксарка.
Начинается на высоте 180 м над уровнем моря на окраине леса у южной границы Ленинского района.
В бассейне правобережной системы притоков Трусихи располагается центральный парк культуры и отдыха Чебоксар Лакреевский лес.
В малую запруду Залива — запруду речки Чебоксарки, расположенную близ южной части улицы Академика А. Н. Крылова, впадает речка Трусиха. Большие запруды Залива весной заполняются собственными водами речки Чебоксарки, а также водами речки Трусихи.
В летнее время большие запруды Залива заполняются посредством специально сооруженных подземных трубных коммуникаций водой из Волги с помощью насосной станции, расположенной на Московской набережной возле Центрального пляжа Чебоксар; при этом воды речек Чебоксарка и Трусиха из малой запруды Залива по трубам впадают непосредственно в Волгу, минуя акваторию самого Чебоксарского залива.